# Get Buck (песня Young Buck)
«Get Buck» — второй сингл американского рэпера Young Buck, с его второго альбома Buck the World. В клипе снялись такие артисты как DJ Drama, Lil Scrappy, Young Jeezy, E-40, Young Dro, Rich Boy, Polow da Don, Young Noble, и E.D.I. из Outlawz, а также другие, включая артистов из лейбла G-Unit Records: Tony Yayo, Young Hot Rod, Spider Loc и Lloyd Banks.
Это был единственный трек с альбома, попавший в чарты Billboard Hot 100 и занявший 87-е место.

## Чарты
| Чарт (2007)                           | Пик Позиция |
| ------------------------------------- | ----------- |
| США (Billboard Hot 100)               | 87          |
| США (Billboard Hot R&B/Hip-Hop Songs) | 43          |
| US Pop 100 (Billboard)                | 94          |
| США (Billboard Hot Rap Songs)         | 22          |